# Exclusion Bill

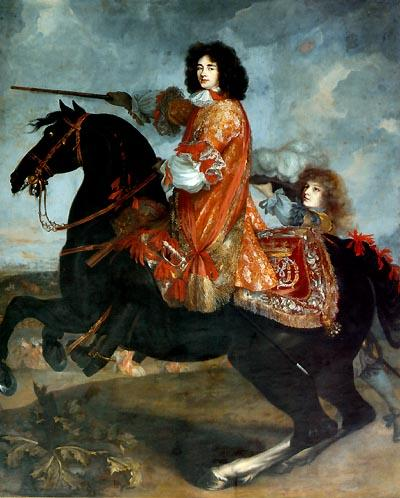
Plusieurs députés soutinrent la cause de James Scott, 1er duc de Monmouth, fils illégitime de Charles II d'Angleterre ayant l'atout d'être protestant.

La crise de l‘Exclusion Bill toucha l'Angleterre de 1678 à 1681 sous le règne de Charles II et pendant la Restauration anglaise. L'Exclusion Bill est un projet de loi avorté dont l'objet était d'exclure de la succession au trône d'Angleterre et d'Irlande le frère du roi, Jacques (futur Jacques II d'Angleterre), en raison de sa foi catholique. Les Tories s'opposèrent à cette mesure, tandis que le Country party, ancêtre du parti whig, la soutenait.
En 1670, Jacques avait déclaré ouvertement sa foi catholique. Son secrétaire Edward Coleman avait été accusé par Titus Oates au cours du "complot papiste de 1678" d'encourager la subversion dans le royaume. Les Protestants anglais (surtout les Conformistes) étaient effrayés par l'exemple français d'un roi catholique placé à la tête d'une monarchie absolue, et un mouvement s'organisa pour éviter la reproduction de ce scénario en Angleterre, au cas où Jacques II devait succéder à son frère, lequel n'avait pas d'héritier légitime.
L'inquiétude fut renforcée par la disgrâce de Thomas Osborne, qui servit de bouc émissaire dans une affaire de corruption avec la France impliquant le gouvernement de Charles II et fut enfermé à la Tour de Londres. Charles II dissout la Chambre des communes, mais la nouvelle assemblée formée en mars 1679 lui fut plus hostile que la précédente.
Le 15 mai 1679, le comte de Shaftesbury présenta à la chambre basse l'Exclusion Bill, une loi tendant à l'exclusion de Jacques de la succession au trône. Une minorité de députés soutint le fils naturel mais protestant de Charles II, le duc de Monmouth. Les partisans de la cour, surnommés les Abhorrers parce qu'ils abhorraient cette loi, fondèrent le groupe des Tories, tandis que les Petitioners, qui soutinrent activement le texte de loi, devinrent les Whigs. Malgré l'hostilité de la Chambre des lords à cette loi, il semblait probable que celle-ci allait être adoptée, Charles dissout le Parlement une nouvelle fois. Plusieurs parlements successifs tentèrent de ressusciter la loi, et tous furent indifféremment dissous.
Dès 1681, la cause avait perdu toute assise populaire majeure, et le projet de loi fut définitivement abandonné.
Toutefois, après l'épisode de la Glorieuse Révolution de 1688, une loi semblable fut adoptée sous le nom d'acte d'établissement, une loi toujours active qui interdit aux catholiques la succession au trône, motivée encore une fois par la peur de voir l'instauration d'une monarchie absolue de droit divin au Royaume-Uni. 